# Drymonia coriacea
Drymonia coriacea är en tvåhjärtbladig växtart som först beskrevs av Oerst. och Johannes von Hanstein, och fick sitt nu gällande namn av Wiehler. Drymonia coriacea ingår i släktet Drymonia och familjen Gesneriaceae. Inga underarter finns listade i Catalogue of Life.